# Helmut Nöttger

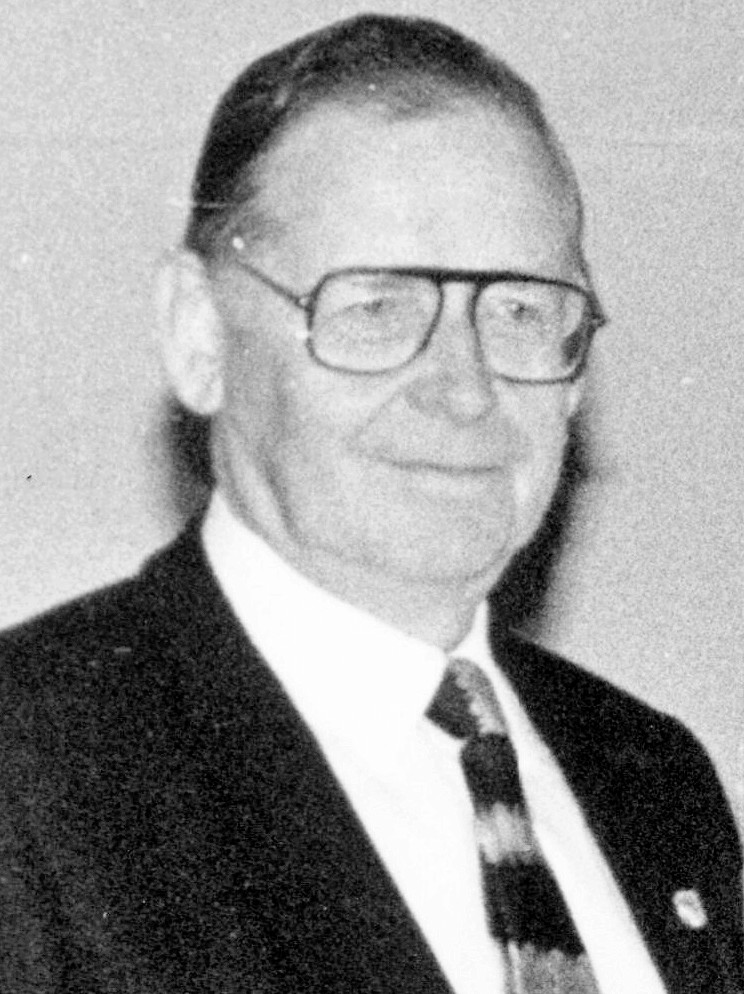
Helmut Nöttger

Helmut Nöttger (* 14. April 1923 in Hildesheim; † 3. März 2010  in Bielefeld) war ein deutscher Schachfunktionär und Schachschiedsrichter. Von 1971 bis 1991 war er Spielleiter bzw. (ab 1980) Sportdirektor des Deutschen Schachbundes. Nöttger gilt als Vater der Schach-Bundesliga.

## Leben
Nöttger war von Hause aus gelernter Grafiker. Seit 1951 war er als selbständiger Malermeister Inhaber eines eigenen Handwerksbetriebes in Bielefeld.

## Wirken auf regionaler Ebene
1948 trat Nöttger in den Bielefelder Schachklub von 1883 (Schreibweise laut Alfred Diel:"Bielefelder Schachclub von 1883") ein und war von 1951 bis 1971 Spielleiter und Jugendleiter dieses Vereins. Von 1956 bis 1966 war er Spielleiter im Unterverband Ostwestfalen-Lippe und von 1957 bis 1971 Vorsitzender des Schachbezirks Bielefeld.
Des Weiteren war Nöttger 1. Vorsitzender des Bielefelder Schachklubs, Spielleiter des Schachbundes Nordrhein-Westfalen und Geschäftsführer des Schachverbandes Ostwestfalen-Lippe.

## Funktionär des Deutschen Schachbundes

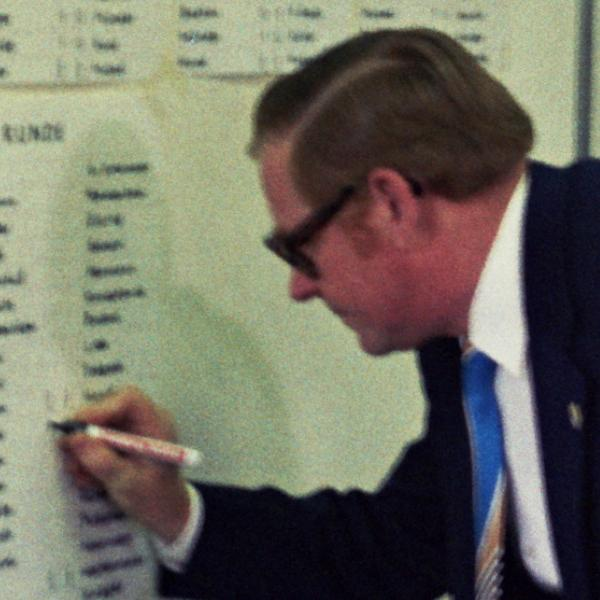
Helmut Nöttger bei der Deutschen Schachmeisterschaft in Menden 1974

Auf dem DSB-Kongress 1968 wurde Nöttger erstmals in den Spielausschuss des Deutschen Schachbundes gewählt. Nach dem Tode des wenige Wochen vorher zum Spielleiter gewählten Werner Rössner (Juni 1971) betraute das Präsidium Nöttger mit dessen Position. Von Nöttger – in dessen Amtszeit 1980 das Amt des „Spielleiters“ zwecks Angleichung an die Gegebenheiten in anderen Sportorganisationen in „Sportdirektor“ umbenannt wurde – gingen in spieltechnischer und organisatorischer Hinsicht viele neue Impulse aus. Dazu zählt die Einführung der zunächst viergeteilten Bundesliga (1974) und dann die Straffung in eine 1. und 2. Bundesliga (1980). Unter seiner Ägide wurden aber auch die Offene Deutsche Meisterschaft, die Pokal-Mannschaftsmeisterschaft, die Schnellschach-Meisterschaft und die Blitz-Einzel- und die Blitz-Mannschaftsmeisterschaft ins Leben gerufen. Nöttger, seit 1972 Internationaler Schiedsrichter des Weltschachbundes, hat rund vierhundert Schiedsrichter ausgebildet und außerdem insgesamt 68 große Turniere geleitet Wegen seiner großen Kompetenz in Regelfragen erhielt er den Spitznamen „Regelpapst“.

## Ehrungen
Bei seinem Ausscheiden aus dem Amt des Sportdirektors wurde Nöttger 1991 zum Ehrenmitglied des Deutschen Schachbundes ernannt. Für seine ehrenamtliche Tätigkeit für den Schachsport wurde ihm 1992 das Bundesverdienstkreuz am Bande verliehen.

## Werke
Ernst Schubart, Helmut Nöttger: Turnierleiterhandbuch des Deutschen Schachbundes. Walter de Gruyter, Berlin/New York 1987. ISBN 3-11-009781-8.